# Castalia Macula
La Castalia Macula è una struttura geologica della superficie di Europa.